# Labicymbium curitiba
Labicymbium curitiba là một loài nhện trong họ Linyphiidae.
Loài này thuộc chi Labicymbium. Labicymbium curitiba được miêu tả năm 2008 bởi Rodrigues.